# Rosselbrunngraben
Der Rosselbrunngraben oder Aulenbach ist ein linker Zufluss der Elsava im Landkreis Miltenberg im bayerischen Spessart.

## Geographie

### Verlauf
Der Rosselbrunngraben entspringt im Rosselbrunnen östlich vom Wasserschloss Oberaulenbach. Er verläuft durch den Schleifgrund in westliche Richtung. Bei Unteraulenbach nimmt er den Aalenbach von links auf. Südlich von Hobbach mündet der Rosselbrunngraben in die Elsava.

### Zuflüsse
- Aalenbach (links)

### Einzugsgebiet
Der Rosselbrunngraben hat ein Einzugsgebiet von etwa 6,0 km², das größtenteils bewaldet ist. Die größten Erhebungen darin liegen am Ostrand, die Waldkuppe der Agneshöhe erreicht über 513 m ü. NHN und die freie Kuppe der Geißhöhe bei Oberwintersbach sogar über 520 m ü. NHN. Wenig unterhalb dieses Gipfels erlaubt der Ludwig-Keller-Turm des Spessartbundes nach Westen Aussicht ins Tal des Rosselbrunngrabens.

### Flusssystem Elsava
- Fließgewässer im Flusssystem Elsava

## Einzelnachweise

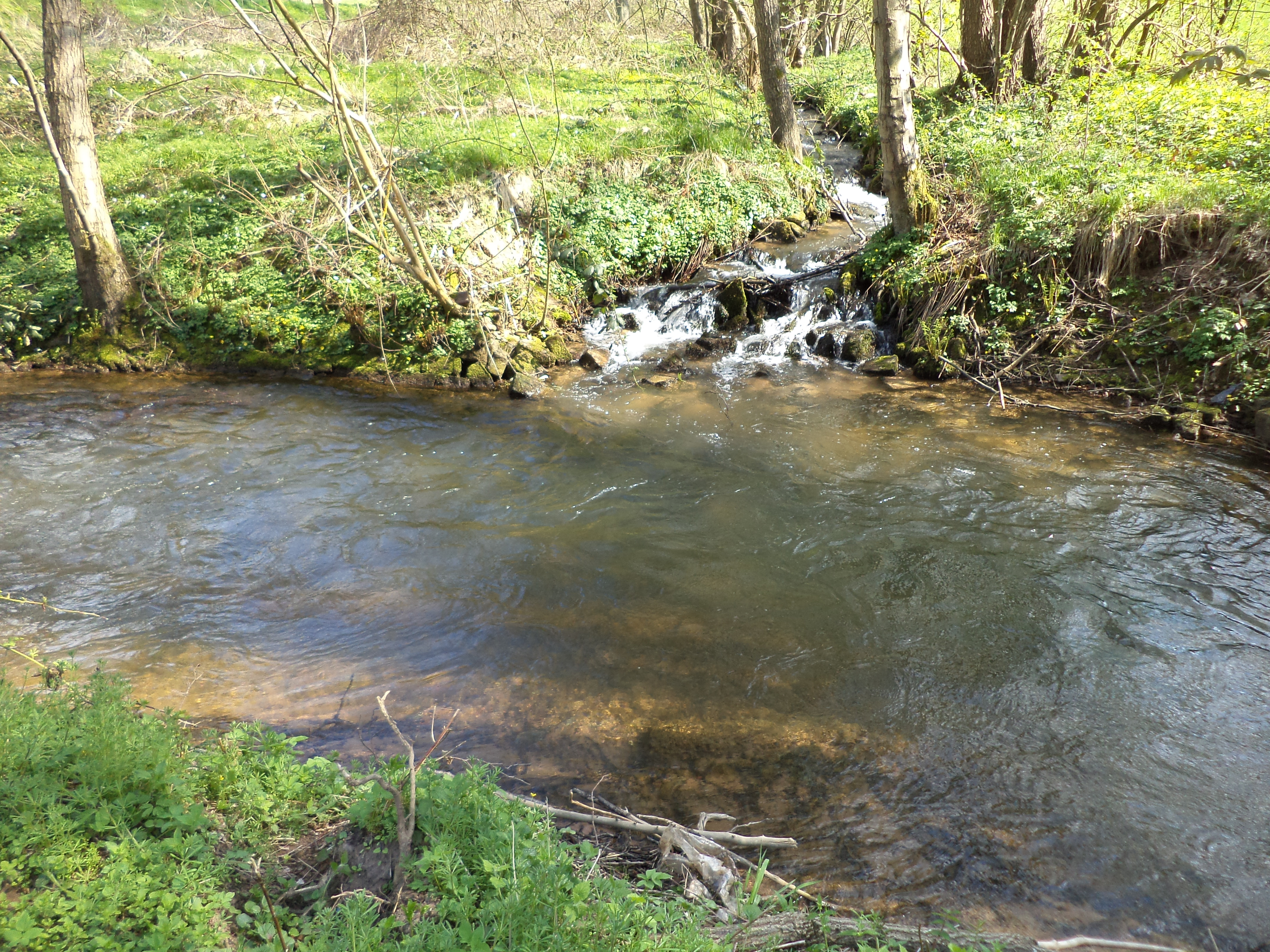
Der Rosselbrunngraben (hinten) mündet in die Elsava (von links nach rechts)